# Deuxième circonscription de Corse
La Deuxième circonscription de Corse est l'une des trois circonscriptions législatives françaises que comptait le département de Corse avant sa sub-division en deux départements en 1976.

## Description géographique et démographique
La deuxième circonscription de Corse, déterminée dans le Journal Officiel du 14 octobre 1958, était composée des cantons suivants :
- canton de Bastia-1
- canton de Bastia-2
- canton de Borgo
- canton de Brando
- canton de Campile
- canton de Campitello
- canton de Cervione
- canton de Lama
- canton de Luri
- canton de Murato
- canton de Nonza
- canton d'Oletta
- canton de Pero-Casevecchie
- canton de La Porta
- canton de Rogliano
- canton de Saint-Florent
- canton de San-Martino-di-Lota
- canton de San-Nicolao
- canton de Santo-Pietro-di-Tenda
- canton de Vescovato

## Historique des députations
| Législature | Début de mandat | Fin de mandat  | Député              | Parti politique | Observations |
| ----------- | --------------- | -------------- | ------------------- | --------------- | --- |
| Ire         | 9 décembre 1958 | 9 octobre 1962 | Jacques Gavini      | CNIP            | Mandat écourté à la suite d'une dissolution parlementaire décidée par Charles de Gaulle.                                                                                            |
| IIe         | 6 décembre 1962 | 2 avril 1967   | Jean Zuccarelli     | MRG             | |
| IIIe        | 3 avril 1967    | 30 mai 1968    | Jacques Faggianelli | UD-Ve           | Élection annulée par le Conseil constitutionnel. Jean Zuccarelli est élu le 29 avril 1968. Mandat écourté à la suite d'une dissolution parlementaire décidée par Charles de Gaulle. |
| IVe         | 11 juillet 1968 | 1er avril 1973 | Pierre-Paul Giacomi | UDR             | |
| Ve          | 2 avril 1973    | 2 avril 1978   | Jean Zuccarelli     | MRG             | |

## Historique des élections

### Élections de 1958
| Candidat       | Candidat                 | Parti          | Premier tour | Premier tour | Second tour | Second tour |  |
| Candidat       | Candidat                 | Parti          | Voix         | %            | Voix        | %           |  |
| -------------- | ------------------------ | -------------- | ------------ | ------------ | ----------- | ----------- |  |
|                | Jacques Gavini élu       | CNIP           | 5 721        | 20,54        | 10 775      | 35,97       |  |
|                | Raoul Maymard            | UNR            | 5 668        | 20,35        | 7 249       | 24,2        |  |
|                | Jacques Faggianelli      | Radcent        | 5 184        | 18,62        | 42          | 0,14        |  |
|                | Jean Zuccarelli          | Radsoc         | 4 865        | 17,47        | 7 048       | 23,53       |  |
|                | Pierre Giudicelli        | PCF            | 4 655        | 16,72        | 4 841       | 16,16       |  |
|                | Sébastien De Casalta     | SFIO           | 1 605        | 5,76         | Retrait     | Retrait     |  |
|                | Pierre Maestracci-Pietri | Divers         | 149          | 0,54         |             |             |  |
|                |                          |                |              |              |             |             |  |
| Inscrits       | Inscrits                 | Inscrits       | 45 145       | 100,00       | 45 143      | 100,00      |  |
| Abstentions    | Abstentions              | Abstentions    | 17 033       | 37,73        | 14 941      | 33,1        |  |
| Votants        | Votants                  | Votants        | 28 112       | 62,27        | 30 202      | 66,9        |  |
| Blancs et nuls | Blancs et nuls           | Blancs et nuls | 265          | 0,94         | 247         | 0,82        |  |
| Exprimés       | Exprimés                 | Exprimés       | 27 847       | 99,06        | 29 955      | 99,18       |  |

Le suppléant de Jacques Gavini était Charles Galletti, agriculteur, maire de Lucciana.

### Élections de 1962
| Candidat       | Candidat                 | Parti          | Premier tour | Premier tour | Second tour | Second tour |  |
| Candidat       | Candidat                 | Parti          | Voix         | %            | Voix        | %           |  |
| -------------- | ------------------------ | -------------- | ------------ | ------------ | ----------- | ----------- |  |
|                | Jean Zuccarelli élu      | Radsoc         | 9 651        | 35,98        | 16 539      | 55,55       |  |
|                | Jacques Gavini sortant   | CNIP           | 7 177        | 26,76        | 7 087       | 23,8        |  |
|                | Marcel Sammarcelli       | UNR-UDT        | 4 875        | 18,17        | 6 147       | 20,65       |  |
|                | Pierre Giudicelli        | PCF            | 4 677        | 17,44        | Retrait     | Retrait     |  |
|                | Pierre Maestracci Pietri | Extrême droite | 443          | 1,65         |             |             |  |
|                |                          |                |              |              |             |             |  |
| Inscrits       | Inscrits                 | Inscrits       | 46 944       | 100,00       | 46 926      | 100,00      |  |
| Abstentions    | Abstentions              | Abstentions    | 19 894       | 42,38        | 16 885      | 35,98       |  |
| Votants        | Votants                  | Votants        | 27 050       | 57,62        | 30 041      | 64,02       |  |
| Blancs et nuls | Blancs et nuls           | Blancs et nuls | 227          | 0,84         | 268         | 0,89        |  |
| Exprimés       | Exprimés                 | Exprimés       | 26 823       | 99,16        | 29 773      | 99,11       |  |

Nicolas Semidei, docteur en médecine, conseiller général, maire de Velone-Orneto, était suppléant de Jean Zuccarelli.

### Élections de 1967
| Candidat       | Candidat                   | Parti          | Premier tour | Premier tour | Second tour | Second tour |  |
| Candidat       | Candidat                   | Parti          | Voix         | %            | Voix        | %           |  |
| -------------- | -------------------------- | -------------- | ------------ | ------------ | ----------- | ----------- |  |
|                | Jacques Faggianelli élu    | UD-Ve          | 9 726        | 30,88        | 18 607      | 50,54       |  |
|                | Jean Zuccarelli sortant    | FGDS (Radical) | 8 470        | 26,89        | 18 213      | 49,46       |  |
|                | Pierre Giudicelli          | PCF            | 5 092        | 16,17        | Retrait     | Retrait     |  |
|                | Pierre-Paul Giacomi        | Modérés        | 5 058        | 16,06        |             |             |  |
|                | Catherine Hauvespre-Gavini | CD (PDM)       | 1 863        | 5,92         |             |             |  |
|                | Max Simeoni                | Régionaliste   | 1 160        | 3,68         |             |             |  |
|                | Pedrito Maestracci-Pietri  | Divers         | 124          | 0,39         |             |             |  |
|                |                            |                |              |              |             |             |  |
| Inscrits       | Inscrits                   | Inscrits       | 50 591       | 100,00       | 50 591      | 100,00      |  |
| Abstentions    | Abstentions                | Abstentions    | 18 784       | 37,13        | 13 275      | 26,24       |  |
| Votants        | Votants                    | Votants        | 31 807       | 62,87        | 37 316      | 73,76       |  |
| Blancs et nuls | Blancs et nuls             | Blancs et nuls | 314          | 0,99         | 496         | 1,33        |  |
| Exprimés       | Exprimés                   | Exprimés       | 31 493       | 99,01        | 36 820      | 98,67       |  |

Le suppléant de Jacques Faggianelli était Charles Galletti, agriculteur, conseiller général du canton de Borgo, maire de Lucciana.

### Election partielle du 21 et du 28 avril 1968
Jean Zuccarelli est élu le 28 avril 1968.

### Élections de 1968
|                | Pierre-Paul Giacomi élu | UDR (URP)      | 19 540 | 53,05  |  |  |  |
|                | Jean Zuccarelli sortant | FGDS (Radical) | 10 504 | 28,52  |  |  |  |
|                | Pierre Giudicelli       | PCF            | 6 294  | 17,09  |  |  |  |
|                | Georges Viale           | PSU            | 481    | 1,31   |  |  |  |
|                | M. Emmanuelli           | Extrême gauche | 14     | 0,04   |  |  |  |
|                |                         |                |        |        |  |  |  |
| Inscrits       | Inscrits                | Inscrits       | 50 930 | 100,00 |  |  |  |
| Abstentions    | Abstentions             | Abstentions    | 13 862 | 27,22  |  |  |  |
| Votants        | Votants                 | Votants        | 37 068 | 72,78  |  |  |  |
| Blancs et nuls | Blancs et nuls          | Blancs et nuls | 235    | 0,63   |  |  |  |
| Exprimés       | Exprimés                | Exprimés       | 36 833 | 99,37  |  |  |  |

Le suppléant de Pierre-Paul Giacomi était Pancho Négroni, ancien résistant, de Bastia.

### Élections de 1973
| Candidat       | Candidat                    | Parti          | Premier tour | Premier tour | Second tour | Second tour |  |
| Candidat       | Candidat                    | Parti          | Voix         | %            | Voix        | %           |  |
| -------------- | --------------------------- | -------------- | ------------ | ------------ | ----------- | ----------- |  |
|                | Pierre-Paul Giacomi sortant | UDR (URP)      | 16 950       | 44,35        | 15 797      | 44,6        |  |
|                | Jean Zuccarelli élu         | MRG (UGSD)     | 11 197       | 29,3         | 19 619      | 55,4        |  |
|                | Pierre Giudicelli           | PCF            | 8 046        | 21,05        | Retrait     | Retrait     |  |
|                | Paul Renucci                | Rad (MR)       | 2 004        | 5,24         |             |             |  |
|                | Inconnu                     | Divers droite  | 22           | 0,06         |             |             |  |
|                |                             |                |              |              |             |             |  |
| Inscrits       | Inscrits                    | Inscrits       | 54 233       | 100,00       | 54 238      | 100,00      |  |
| Abstentions    | Abstentions                 | Abstentions    | 15 503       | 28,59        | 18 265      | 33,68       |  |
| Votants        | Votants                     | Votants        | 38 730       | 71,41        | 35 973      | 66,32       |  |
| Blancs et nuls | Blancs et nuls              | Blancs et nuls | 511          | 1,32         | 557         | 1,55        |  |
| Exprimés       | Exprimés                    | Exprimés       | 38 219       | 98,68        | 35 416      | 98,45       |  |

Le suppléant de Jean Zuccarelli était Don-Philippe Sémidéi, Président de la Chambre d'agriculture de la Corse, de Figaretto, commune de Talasani.